# Крвава река (САД)
Крвава река (енг. „Blood river”) је река у Каловеју, округу у Кентакију (САД). Извире у близини града Салем. Дугачка је 66km. Добила је име због гвожђа оксида који даје овој реци црвенкасту боју. Другачије се назива и Црвена река (енгл. „Red river”). Поред Крваве реке се налази резерват природе Блад Ривер Сипс (енл. „Blood River Seeps”).

## Географски положај
Крвава река је идентификована на мапама већ неколико векова. Налази у западном делу Кентакија у близини малих насеља Боатврихта, Хамлина и границе Кентакија и Тенесија. Протиче кроз више округа укључујући Ливингстон, Маршал и Мекракен. Њене географске координате су 36.55 северне географске ширине и 88.32 западне географске дужине. Налази се на надморској висини од 107 метара. Крвава река се улива у Кентаки језеро код Крапи Холоа. Представља важан географски елемент у Кентакију због разноликости биљног и животињског света. 

## Рељеф
Крваву реку карактерише равничарски терен. Околина је претежно равна са благим брежуљцима у околини. Протиче кроз низије које су покривене листопадним и боровим шумама као и храстовима, јаворима, буквом и америчким јасеном. У њеној близини се налази неколико потока и извора укључујући Дог Крик и Гус крик. Мочварна подручја су раштркана широм обала ове реке као и многа сезонска и привремена језера.

## Клима
Крвава река припада области у којој је заступљена умерена клима за коју су карактеристичне умерене температуре током целе године. Највећа просечна дневна температура је током јула и износи 30 степени, а најнижа просечна дневна температура је током децембра и износи -3 степена. Највећа количина падавина је током новембра и износи 137,7 mm а најмања је током августа и износи 87,9 mm. 

## Животињски свет
Крвава река и њена околина је погодна за лов, риболов и посматрање птица. Представља јединствен спој висинских и низијских речних хабитата. 

### Птице
Птице које живе у шумама Крваве реке су:
- Белоглави орао
- Галебови
- Чигре

- Патке
- Пловуше
- краткорепе сове
- амерички кос
- дивља ћурка

### Рибе
Рибе које су од посебног значаја су златошара (лат. „Etheostoma parvipinne”), ципресни златопер (лат. „E. proeliare”) и централни блатојед (лат. „Umbra limi”). Све три врсте су наведене као врсте које највише захтевају очување у оквиру програма Државног фонда за дивље животиње (енгл. „SWG”) јер су ретке и имају веома ограничену распрострањеност на западу Кентакија. 
Рибе које живе у води Крваве реке су:
- штука
- сом
- пастрмка
- сунчаница
- бас

### Остале животиње
Једна животиња од великог значаја која живи у Крвавој реци јесте рак Крваве реке. Овај рак представља угрожену врсту  јер живи само у водама Крваве реке. Остале животињске врсте које живе у окружењу су:
- амерички дабар

- источни зец
- сива лисица
- белорепи јелен
- источна сива веверица
- ровчица
- зелена жаба
- северна пролећна жаба

- живородни гуштер

- источна корњача

- млечна змија

- бик жаба[5]

## Вегетација
Вегетација дуж Крваве реке је веома разнолика. На обалама реке расту различите врсте дрвећа као што је храст, јасен, јавор и много других врста дрвећа. Уз реку се налазе мочваре са папратима, маховинама, црним гумама, црвеним јаворкама и мирисним орхидејама . Хоари Азалеа је врста жбуна која расте само уз Крваву реку и из тог разлога представља угрожену врсту.